# Bassin à portes marinières
 (novembre 2011).

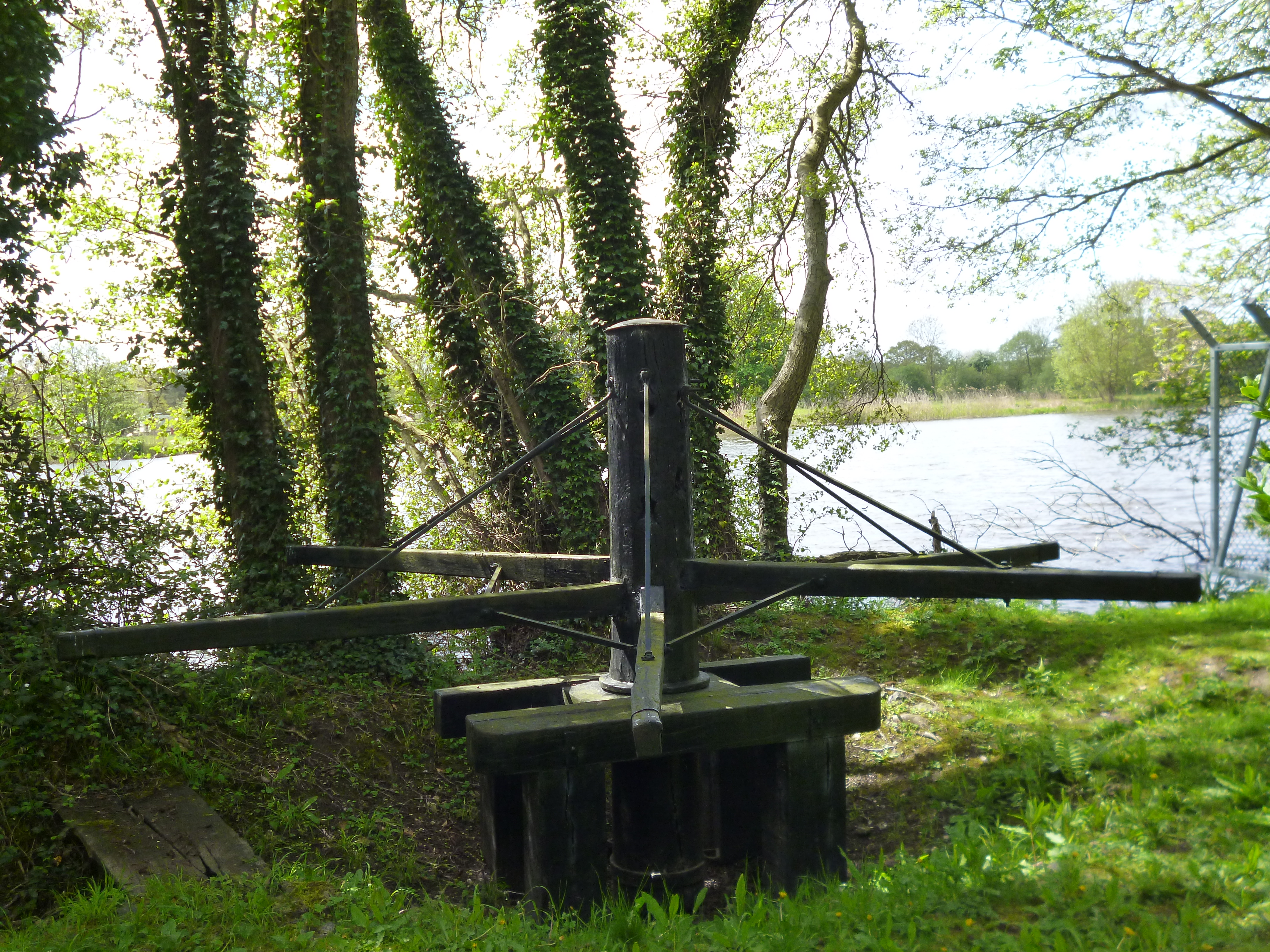
Treuil de pertuis à proximité de Hurley, dans le Berkshire (Angleterre)

Le bassin à portes marinières, appelé aussi paléo-écluse (ou paléoécluse) ou archéo-écluse (ou archéoécluse), est un ouvrage hydraulique de franchissement de dénivelé par les bateaux, ancêtre direct de l'écluse moderne.
Il consiste en un bassin, de forme généralement peu régulière, plus ou moins ovale, fait d'une maçonnerie généralement assez grossière, encadré en amont et en aval par deux pertuis, en lieu et place des portes dites « busquées » modernes (ou d'autres systèmes comme les portes à guillotines).
On suppose qu'il apparaît vers la fin du Moyen Âge sur nos rivières, peut-être de façon empirique par amélioration par des meuniers des systèmes de franchissement de leurs barrages. Son amélioration progressive conduira à l'élaboration de l'écluse « moderne ».
Ces ouvrages, pour la plupart disparus ou remplacés par des écluses, font le régal des archéologues nauticiens qui les voient un peu comme des dinosaures de l'histoire de la navigation fluviale, en tant que chaînon intermédiaire entre l'antique pertuis et l'écluse moderne.

## Où voir, en France, des bassins à portes marinières?
Trois bassins à portes marinières se voient très facilement sur le Thouet, en aval de Montreuil-Bellay (Maine-et-Loire), à La Salle, Rimodan et Bron. Il n'est pas impossible qu'ils aient déjà été là en 1435.
Un autre est très accessible dans le Nord, dans la petite ville de la Gorgue, sur la Lawe.
On en voit mentionnés sur des plans anciens du XVIIIe siècle notamment. Notons par exemple leur présence sur les cahiers de l'ingénieur Louis de Régemortes sur l'Ourcq en 1749.